# Büren zum Hof
Büren zum Hof is een plaats en voormalige gemeente in het Zwitserse kanton Bern en maakt deel uit van het district Bern-Mittelland. Op 1 januari 2014 ging de gemeente op in de gemeente Fraubrunnen.
Büren zum Hof telt 458 inwoners.